# Ruhpolding
Ruhpolding és el municipi amb la superfície més gran del districte de Traunstein, al sud-est de Baviera, Alemanya. Està situat al sud de la regió de Chiemgau, als Alps, i a prop de la frontera amb Àustria.
L'economia es basa en el turisme i l'esport. Els principals esports d'hivern que es celebren al districte són el biatló i el salt d'esquí. Altres esports que són possibles per a turistes i residents són el golf, el ciclisme de muntanya, el tir, el senderisme, la pesca amb mosca i l'esquí.

## Història
El nom "Ruhpolding" prové de la paraula bavaresa Rupoltingin i significa "la gent del famós fort". La ciutat és esmentada com a Ruhpoldingen per primera vegada el 1193.
Es va connectar a la via fèrria el 1895. Des del 1948, Ruhpolding ha estat un famós balneari i centre turístic, especialment per als esports d'hivern. Les xifres d'allotjament eren de 600.000 pernoctacions anuals a mitjans de la dècada del 1950, que van augmentar a 1.122.732 pernoctacions anuals el 1991.

## Esport

###### esports d'hivern
Ruhpolding té una pista de biatló. Va acollir els Campionats del Món de biatló de 1979, 1985, 1996 i 2012. També té una pista de salt d'esquí, la Große Zirmbergschanze, on s'ha celebrat una prova de la Copa del Món, a la temporada 1992-93.

###### Bicicletes de muntanya
L'any 2007, es va celebrar el Campionat del Món de curses de 24 hores de bicicleta de muntanya al Chiemgau Arena.

###### Circuit de velocitat
El Ruhpolding Speedway era un antic equip de motociclisme anomenat MSC Ruhpolding i un recinte anomenat Ruhpoldinger Speedway Stadion, situat al carrer Zeller Straße, celebrava esdeveniments importants. Aquestes van incloure una ronda classificatòria de la Copa Mundial per Equips de Speedway de 1970 i una ronda classificatòria del Campionat Mundial de Speedway el 1969 i el 1983.